# Monitor multifrequência
Um monitor multifrequência é um monitor que pode sincronizar corretamente com diversas frequências de varredura horizontal e vertical. Em contraste, os monitores de frequência fixa só podem sincronizar com uma frequência horizontal e vertical específica, limitando a sua flexibilidade. Monitores Multisync se tornaram comuns durante a década de 1990 quando sistemas de computador de mesa começaram a suportar um número crescente de resoluções de tela:
1. Frequência horizontal baseada em PAL e NTSC de ~ 15 kHz
2. Varredura dupla de ~ 31 kHz

Monitores de frequência fixa, e monitores multi-síncronos que suportam apenas um conjunto de frequências, podem receber varredura de frequências maiores, acima dos limites projetados de superaquecimento de seus transformadores. Isto é especialmente verdadeiro para taxa de varredura vertical. Alguns monitores possuem circuitos de proteção que podem bloquear frequências de varredura inválidas.
MultiSync é marca registrada da NEC.